# Sü Ta
Sü Ta (čínsky pchin-jinem Xú Dá, znaky 徐達; 1332–1385) byl čínský generál, jeden ze zakladatelů říše Ming. Byl přítelem a předním vojevůdcem Chung-wua, prvního mingského císaře, a stal se tchánem jeho syna a třetího mingského císaře Jung-leho.

## Jméno
Sü Ta používal zdvořilostní jméno Tchien-te (čínsky pchin-jinem Tiāndé, znaky 天德). Za zásluhy o stát obdržel posmrtné jméno Wu-ning (čínsky pchin-jinem Wǔníng, znaky zjednodušené 武宁, tradiční 武寧).

## Život
Sü Ta pocházel z okolí Feng-jangu, narodil se roku 1332. Roku 1353 se připojil k povstání rudých turbanů, namířeného proti mongolské vládě nad Čínou, jako jeden z 24 společníků Ču Jüan-čanga, svého přítele z dětství a budoucího císaře Chung-wua. Stal se jedním z nejpřednějších Čuových důstojníků a později generálů, vedl Čuovy armády v bojích proti oddílům věrným mongolské říši Jüan i proti konkurenčním povstaleckým vůdcům.
Koncem roku 1367 Ču Jüan-čang udělil třem svým nejbližším rádcům a generálům tituly vévodů, přičemž Sü Ta obdržel titul vévody z Wej (魏国公). Roku 1368, poté co se Ču Jüan-čang prohlásil prvním mingským císařem, vedl Sü Ta severní tažení mingské armády proti mongolské říši Jüan. Na podzim 1368 dobyl Peking a donutil jüanského císaře Togon Temüra ustoupit z Číny na sever.
Při následujících bojích s Mongoly armáda pod jeho vedením roku 1370 dočasně obsadila Karakorum, hlavní město Mongolska, a získala tisíce zajatců. Pronikl dokonce za Jabloňový hřbet do Zabajkalska, severněji než jakákoli čínská armáda v historii.
Začátkem roku 1376 se jeho dcera Sü I-chua provdala za Ču Tiho, čtvrtého syna Ču Jüan-čanga. I další dvě dcery Sü Taa se staly manželkami císařových synů, a sice třináctého – Ču Kueje, a dvaadvacátého – Ču Jinga.
Od roku 1381 velel pohraniční armádě na severozápadních hranicích říše, přičemž sídlil v pekingu, kde žil i jeho zeť Ču Ti. Každoročně se vracel do hlavního města, Nankingu, podat hlášení císaři a setkat se z rodinou.
Sü Ta onemocněl a zemřel v Nankingu 17. dubna 1385, za nejasných okolností, nicméně nikdy nebyl obviněn ze zrady ani spiknutí, jako řada jeho méně šťastných spolubojovníků. Podle lidové legendy byl alergický na husy, a zemřel poté, co se neodvážil odmítnout husu poslanou mu císařem a snědl ji.
V uznání jeho mimořádného přínosu byl pohřben v areálu císařského pohřebiště u Nankingu, na severní straně hory Čung (Čung-šan). Jeho postavení knížete z Wej zdědil nejstarší syn Sü Chuej-cu, jehož potomci drželi titul vévody z Wej až do zániku říše Ming v polovině 17. století. Současně od počátku 15. století do poloviny 17. století držel rod jeho čtvrtého syna Sü Ceng-šoua hodnost vévody z Ting (定国公).